# Sébastien (comte)
Pour les articles homonymes, voir Sébastien.
Sébastien (Sebastianus) est un maître de la milice de l'empire romain d'Occident et gendre du comte Boniface.

## Biographie
On ne connait rien de son enfance et son histoire ne commence que par son mariage avec la fille du comte Boniface.

### Un général romain lié par une alliance matrimoniale
Sébastien est un militaire issu d'une riche famille qui épouse la fille du premier lit du comte Boniface, général de l'Afrique, vers 420. Lorsque son beau-père se retrouve en concurrence avec Aetius pour soutenir la régente Galla Placidia à Ravenne; il le suit en Europe. Près de Rimini (432), Boniface, alors nommé généralissime, vainc Aetius, cependant il est blessé dans l'affrontement et meurt peu après. Galla Placidia donne alors tous les titres de Boniface à son gendre Sébastien, avec le titre de comte et de maître de la milice, qui continue son combat tandis qu'Aetius se retire sur ses terres puis à Rome.
Ses qualités militaires sont reconnues, mais deux ans plus tard, en 434, Aetius, accompagné des renforts des nouveaux rois du peuple hun, Bleda et Attila, entre en Italie. Galla Placidia n'ayant pu trouver un appui du côté des Wisigoths de Théodoric, Sébastien est déposé de son titre de maître de la milice au profit d'Aetius. La seconde femme de Boniface, Pélagie épouse Aetius; le comte Sébastien se trouve alors totalement isolé à Ravenne.

### Un soldat isolé et apatride
Sébastien part, avec ses troupes de bucellari, pour la cour de Constantinople mais il n'y trouve aucun soutien à sa cause. Théodose le soupçonne de vouloir prendre le pouvoir et Sébastien autorise alors ceux qui l'ont suivi en exil à pratiquer des actes de piraterie entre l'Hellespont et la Propontide. Selon les sources, il doit quitter Constantinople à la suite de ces actes de piraterie ou bien mal reçu à la cour, le comte la quitte pour devenir pirate dans la région. En tous les cas, ses exploits maritimes obligent Constantinople à mieux protéger son port. Il finit par quitter l'Orient pour retourner vers l'Occident à la recherche de nouveaux soutiens contre Aetius.
En 444, Théodoric Ier l'accueille à sa cour de Toulouse. Alors que le roi vandale Genséric arme un flotte à l'automne 445 et remonte l'Adour en prenant en otage les familles des puissants wisigoths, le château du Palestrion fut attaqué et subit de nombreuses pertes dont son capitaine, Sever. Le comte Sébastien aurait reçu alors le commandement de la place en 450, où il fit construire une chapelle sur la tombe de Sever. Cependant cet évènement entre en contradiction avec d'autres éléments de sa vie, peut-être s'agit-il d'un autre Sébastien ou bien la date est erronée.
Le danger que représente pour tous l'arrivée des Huns (et possiblement le soutien de Genséric, qui servait aussi d'agent de renseignement et de diplomate, à Attila roi des Huns), conduit Théodoric aux côtés d'autres chefs barbares comme Mérovée, roi des Francs saliens, à s'allier aux troupes d'Aetius, dernier grand chef de guerre romain. Sébastien se retrouve encore une fois isolé et quitte alors la Gaule.
En 444, Sébastien et ses troupes prennent Barcelone avant d'en être rapidement chassés au bout d'un an et de se réfugier en Afrique. Ils arrivent sur Carthage que le roi vandale Genséric vient de prendre en 439, mais qui se trouve alors en Sicile. Genséric rentre alors à Carthage mais Sébastien ne cherche pas de conflit; au contraire Genséric s'entend avec Sébastien qu'il reçoit à sa cour comme conseiller. Sébastien veut pousser les Vandales à attaquer l'Italie. Cependant, Genséric ne lui fait pas totalement confiance, et souhaite tester sa fidélité. Devant toute sa cour, Genséric ordonne à Sébastien, catholique, de se convertir à l'arianisme, ce que Sébastien refuse. Et en 449 ou 450, Genséric le fait mettre à mort comme espion et traître. Il est alors considéré comme un martyr par les catholiques malgré le peu de religiosité dont sa vie fait part,.

### Un homme dangereux
Selon Victor de Vita, Sébastien est un homme avisé, vaillant au combat, laborieux et vigilant. Mais selon Sidoine Apollinaire, il serait « hasardeux, prompt et étourdi ».
Malgré le peu de soutien qu'il obtient à chacune de ses étapes, Sébastien avec ses troupes semble un personnage qui inquiète les régimes établis. Aetius est si puissant dans l'empire romain d'Occident que Sébastien voit son exil toujours remis en question; à Constantinople, il est reçu avec méfiance et on ne lui permet pas de soutenir financièrement ses troupes ce qui le pousse à la piraterie pour conserver leur fidélité. Seul Genséric, ennemi d'Aetius peut être son allié mais il ne lui fera pas confiance longtemps.

## Source et références
1. ↑  Selon Hidace
2. ↑  Dans Vie de Saint Sever
3. ↑  Aetius et le comte Bonifacius, épisodes de l'histoire du Ve siècle sur wikisource
4. ↑  Selon Victor de Vita, historien de la persécution vandale.